# Rallye du Japon 2010
Le Rallye du Japon 2010 est le 10e rallye du Championnat du monde des rallyes 2010.
Après ces deux abandons consécutifs et la certitude de ne plus pouvoir être champion du monde, Mikko Hirvonen était très attendu sur ce rallye dont il était le double champion en titre. À cette date, cinq pilotes étaient encore en course pour le titre de champion du monde. Petter Solberg cherchait à obtenir au moins une victoire pour confirmer son parcours très régulier; Daniel Sordo voulait montrer qu'il n'était pas le numéro 3 de chez Citroën; mais aussi Jari-Matti Latvala nouveau leader de chez Ford et Sébastien Ogier qui signèrent tous deux le meilleur résultat de leur début de carrière.

## Résultats
| Rang              | Pilote             | Copilote            | Numéro            | Voiture                | Écurie                    | Temps             | Écart             | Points            |
| Toutes catégories | Toutes catégories  | Toutes catégories   | Toutes catégories | Toutes catégories      | Toutes catégories         | Toutes catégories | Toutes catégories | Toutes catégories |
| ----------------- | ------------------ | ------------------- | ----------------- | ---------------------- | ------------------------- | ----------------- | ----------------- | ----------------- |
| 1.                | Sébastien Ogier    | Julien Ingrassia    | 2                 | Citroën C4 WRC         | Citroën Total WRT         | 3 h 10 min 26 s 4 |                   | 25                |
| 2.                | Petter Solberg     | Chris Patterson     | 11                | Citroën C4 WRC         | Petter Solberg WRT        | 3 h 10 min 42 s 1 | 15 s 7            | 18                |
| 3.                | Jari-Matti Latvala | Miikka Anttila      | 4                 | Ford Focus RS WRC 09   | BP Ford Abu Dhabi WRT     | 3 h 10 min 52 s 4 | 26 s 0            | 15                |
| 4.                | Daniel Sordo       | Diego Vallejo       | 7                 | Citroën C4 (2004)      | Citroën Junior Team       | 3 h 11 min 01 s 6 | 35 s 2            | 12                |
| 5.                | Sébastien Loeb     | Daniel Elena        | 1                 | Citroën C4 (2004)      | Citroën Total WRT         | 3 h 11 min 19 s 7 | 53 s 3            | 10                |
| 6.                | Mikko Hirvonen     | Jarmo Lehtinen      | 3                 | Ford Focus RS WRC 09   | BP Ford Abu Dhabi WRT     | 3 h 11 min 39 s 9 | 1 min 13 s 5      | 8                 |
| 7.                | Henning Solberg    | Ilka Minor          | 6                 | Ford Focus RS WRC 08   | M-Sport Stobart Ford WRT  | 3 h 13 min 29 s 5 | 3 min 03 s 1      | 6                 |
| 8.                | Federico Villagra  | Jorge Pérez Companc | 9                 | Ford Focus RS WRC 08   | Munchi's Ford WRT         | 3 h 20 min 44 s 3 | 10 min 17 s 9     | 4                 |
| 9.                | Jari Ketomaa       | Mika Stenberg       | 29                | Ford Fiesta S2000      | Shanghai FCACA Rally Team | 3 h 25 min 13 s 5 | 14 min 47 s 1     | 2                 |
| 10.               | Martin Prokop      | Jan Tománek         | 22                | Ford Fiesta S2000      | Barwa Rally               | 3 h 25 min 47 s 2 | 15 min 20 s 8     | 1                 |
| S-WRC             |                    |                     |                   |                        |                           |                   |                   |                   |
| 1. (9.)           | Jari Ketomaa       | Mika Stenberg       | 29                | Ford Fiesta S2000      | Shanghai FCACA Rally Team | 3 h 25 min 13 s 5 |                   | 25                |
| P-WRC             |                    |                     |                   |                        |                           |                   |                   |                   |
| 1. (11.)          | Patrik Flodin      | Göran Bergsten      | 48                | Subaru Impreza WRX STi | Uspenskiy Rally Tecnica   | 3 h 31 min 08 s 3 |                   | 25                |

## Spéciales chronométrées
| Étape            | Spéciale | Heure   | Nom           | Distance | Vainqueur          | Temps         | Leader             |
| ---------------- | -------- | ------- | ------------- | -------- | ------------------ | ------------- | ------------------ |
| 1 (9 septembre)  | SS1      | 18 h 40 | SSS Sapporo 1 | 1,57 km  | Sébastien Ogier    | 1 min 21 s 8  | Sébastien Ogier    |
| 1 (9 septembre)  | SS2      | 18 h 52 | SSS Sapporo 2 | 1,57 km  | Sébastien Ogier    | 1 min 21 s 4  | Sébastien Ogier    |
| 1 (10 septembre) | SS3      | 10 h 23 | Iwanke 1      | 26,92 km | Petter Solberg     | 16 min 21 s 2 | Sébastien Ogier    |
| 1 (10 septembre) | SS4      | 11 h 27 | Sikot 1       | 27,76 km | Petter Solberg     | 15 min 49 s 9 | Petter Solberg     |
| 1 (10 septembre) | SS5      | 12 h 15 | Koyka 1       | 3,55 km  | Henning Solberg    | 1 min 55 s 1  | Petter Solberg     |
| 1 (10 septembre) | SS6      | 15 h 03 | Iwanke 2      | 26,92 km | Jari-Matti Latvala | 16 min 08 s 0 | Petter Solberg     |
| 1 (10 septembre) | SS7      | 16 h 07 | Sikot 2       | 27,76 km | Mikko Hirvonen     | 15 min 35 s 0 | Petter Solberg     |
| 1 (10 septembre) | SS8      | 16 h 55 | Koyka 2       | 3,55 km  | Mikko Hirvonen     | 1 min 55 s 9  | Petter Solberg     |
| 1 (10 septembre) | SS9      | 18 h 34 | SSS Sapporo 3 | 1,57 km  | Sébastien Loeb     | 1 min 24 s 5  | Petter Solberg     |
| 1 (10 septembre) | SS10     | 18 h 46 | SSS Sapporo 4 | 1,57 km  | Petter Solberg     | 1 min 24 s 0  | Petter Solberg     |
| 2 (11 septembre) | SS11     | 10 h 28 | Nikara 1      | 17,68 km | Petter Solberg     | 9 min 38 s 8  | Petter Solberg     |
| 2 (11 septembre) | SS12     | 11 h 26 | Kamuycep 1    | 33,76 km | Jari-Matti Latvala | 21 min 02 s 3 | Petter Solberg     |
| 2 (11 septembre) | SS13     | 12 h 22 | Kina 1        | 9,55 km  | Daniel Sordo       | 5 min 34 s 5  | Jari-Matti Latvala |
| 2 (11 septembre) | SS14     | 15 h 09 | Nikara 2      | 17,68 km | Petter Solberg     | 9 min 30 s 0  | Jari-Matti Latvala |
| 2 (11 septembre) | SS15     | 16 h 07 | Kamuycep 2    | 33,76 km | Daniel Sordo       | 20 min 31 s 5 | Jari-Matti Latvala |
| 2 (11 septembre) | SS16     | 17 h 03 | Kina 2        | 9,55 km  | Petter Solberg     | 5 min 32 s 6  | Petter Solberg     |
| 2 (11 septembre) | SS17     | 18 h 33 | SSS Sapporo 5 | 1,57 km  | Petter Solberg     | 1 min 24 s 8  | Petter Solberg     |
| 2 (11 septembre) | SS18     | 18 h 45 | SSS Sapporo 6 | 1,57 km  | Mikko Hirvonen     | 1 min 24 s 1  | Petter Solberg     |
| 3 (12 septembre) | SS19     | 07 h 31 | Bisan 1       | 4,71 km  | Sébastien Loeb     | 2 min 27 s 7  | Petter Solberg     |
| 3 (12 septembre) | SS20     | 8 h 13  | Naekawa 1     | 17,86 km | Sébastien Ogier    | 14 min 21 s 6 | Sébastien Ogier    |
| 3 (12 septembre) | SS21     | 9 h 37  | Sunagawa 1    | 3,70 km  | Sébastien Loeb     | 2 min 39 s 7  | Sébastien Ogier    |
| 3 (12 septembre) | SS22     | 10 h 12 | Bisan 2       | 4,71 km  | Sébastien Ogier    | 2 min 26 s 4  | Sébastien Ogier    |
| 3 (12 septembre) | SS23     | 10 h 54 | Naekawa 2     | 17,86 km | Jari-Matti Latvala | 14 min 05 s 6 | Sébastien Ogier    |
| 3 (12 septembre) | SS24     | 11 h 58 | Sunagawa 2    | 3,70 km  | Sébastien Loeb     | 2 min 36 s 3  | Sébastien Ogier    |
| 3 (12 septembre) | SS25     | 14 h 00 | SSS Sapporo 7 | 1,57 km  | Sébastien Ogier    | 1 min 24 s 0  | Sébastien Ogier    |
| 3 (12 septembre) | SS26     | 14 h 12 | SSS Sapporo 8 | 1,57 km  | Jari-Matti Latvala | 1 min 23 s 8  | Sébastien Ogier    |

## Classements au championnat après l'épreuve

### Classement pilotes
| Classement pilotes | Classement pilotes   | Classement pilotes | Classement pilotes | Classement pilotes | Classement pilotes | Classement pilotes | Classement pilotes | Classement pilotes | Classement pilotes | Classement pilotes | Classement pilotes | Classement pilotes | Classement pilotes | Classement pilotes | Classement pilotes |
| Rang               | Pilote               | Rallyes            | Rallyes            | Rallyes            | Rallyes            | Rallyes            | Rallyes            | Rallyes            | Rallyes            | Rallyes            | Rallyes            | Rallyes            | Rallyes            | Rallyes            | Total points       |
| Rang               | Pilote               | SUE                | MEX                | JOR                | TUR                | NZL                | POR                | BUL                | FIN                | GER                | JPN                | FRA                | ESP                | GBR                | Total points       |
| ------------------ | -------------------- | ------------------ | ------------------ | ------------------ | ------------------ | ------------------ | ------------------ | ------------------ | ------------------ | ------------------ | ------------------ | ------------------ | ------------------ | ------------------ | ------------------ |
| 1er                | Sébastien Loeb       | 18                 | 25                 | 25                 | 25                 | 15                 | 18                 | 25                 | 15                 | 25                 | 10                 | -                  | -                  | -                  | 201                |
| 2e                 | Sébastien Ogier      | 10                 | 15                 | 8                  | 12                 | 18                 | 25                 | 12                 | 18                 | 15                 | 25                 | -                  | -                  | -                  | 158                |
| 3e                 | Jari-Matti Latvala   | 15                 | 10                 | 18                 | 4                  | 25                 | Ab.                | 8                  | 25                 | 12                 | 15                 | -                  | -                  | -                  | 132                |
| 4e                 | Petter Solberg       | 2                  | 18                 | 15                 | 18                 | Ab.                | 10                 | 15                 | 12                 | 10                 | 18                 | -                  | -                  | -                  | 118                |
| 5e                 | Daniel Sordo         | 12                 | 0                  | 12                 | Ab.                | 10                 | 15                 | 18                 | 10                 | 18                 | 12                 | -                  | -                  | -                  | 107                |
| 6e                 | Mikko Hirvonen       | 25                 | 12                 | 0                  | 15                 | 12                 | 12                 | 10                 | Ab.                | Ab.                | 8                  | -                  | -                  | -                  | 94                 |
| 7e                 | Matthew Wilson       | 6                  | 0                  | 10                 | 6                  | 8                  | 8                  | 2                  | 8                  | 8                  | 0                  | -                  | -                  | -                  | 56                 |
| 8e                 | Henning Solberg      | 8                  | 8                  | 2                  | 0                  | 6                  | Ab.                | 1                  | Ab.                | 0                  | 6                  | -                  | -                  | -                  | 31                 |
| 9e                 | Federico Villagra    | -                  | 6                  | 6                  | 8                  | 2                  | 4                  | -                  | -                  | -                  | 4                  | -                  | -                  | -                  | 30                 |
| 10e                | Kimi Räikkönen       | 0                  | Ab.                | 4                  | 10                 | -                  | 1                  | 0                  | 0                  | 6                  | Ab.                | -                  | -                  | -                  | 21                 |
| 11e                | Mads Østberg         | 4                  | -                  | -                  | -                  | -                  | 6                  | -                  | 6                  | 0                  | -                  | -                  | -                  | -                  | 16                 |
| 12e                | Per-Gunnar Andersson | 1                  | -                  | 0                  | -                  | -                  | 0                  | 6                  | 1                  | 0                  | -                  | -                  | -                  | -                  | 8                  |
| 13e                | Xavier Pons          | -                  | 4                  | 1                  | -                  | 1                  | 0                  | -                  | -                  | 0                  | -                  | -                  | -                  | -                  | 6                  |
| 13e                | Khalid Al Qassimi    | 0                  | -                  | -                  | -                  | -                  | 2                  | -                  | Ab.                | 4                  | Ab.                | -                  | -                  | -                  | 6                  |
| 13e                | Jari Ketomaa         | -                  | -                  | 0                  | -                  | 4                  | 0                  | -                  | Ab.                | -                  | 2                  | -                  | -                  | -                  | 6                  |
| 16e                | Frigyes Turan        | -                  | -                  | -                  | -                  | -                  | -                  | 4                  | -                  | -                  | -                  | -                  | -                  | -                  | 4                  |
| 16e                | Juha Kankkunen       | -                  | -                  | -                  | -                  | -                  | -                  | -                  | 4                  | -                  | -                  | -                  | -                  | -                  | 4                  |
| 18e                | Martin Prokop        | 0                  | 2                  | -                  | -                  | 0                  | -                  | -                  | 0                  | 0                  | 1                  | -                  | -                  | -                  | 3                  |
| 19e                | Dennis Kuipers (en)  | 0                  | -                  | -                  | 2                  | -                  | 0                  | 0                  | Ab.                | 0                  | -                  | -                  | -                  | -                  | 2                  |
| 19e                | Juho Hänninen        | -                  | -                  | -                  | -                  | -                  | Ab.                | -                  | 2                  | -                  | -                  | -                  | -                  | -                  | 2                  |
| 19e                | Mark Van Eldik       | -                  | -                  | -                  | -                  | -                  | -                  | -                  | -                  | 2                  | -                  | -                  | -                  | -                  | 2                  |
| 22e                | Armindo Araújo       | 0                  | 1                  | 0                  | -                  | -                  | 0                  | -                  | -                  | 0                  | -                  | -                  | -                  | -                  | 1                  |
| 22e                | Aaron Burkart        | -                  | -                  | -                  | 1                  | -                  | 0                  | -                  | -                  | 0                  | -                  | -                  | -                  | -                  | 1                  |
| 22e                | Patrik Sandell       | -                  | -                  | -                  | -                  | -                  | -                  | -                  | -                  | 1                  | -                  | -                  | -                  | -                  | 1                  |

| Couleur | Résultat                                                         |
| ------- | ---------------------------------------------------------------- |
| Or      | Vainqueur                                                        |
| Argent  | 2e place                                                         |
| Bronze  | 3e place                                                         |
| Vert    | Classé, dans les points                                          |
| Bleu    | Classé, hors des points Non classé (Nc.)                         |
| Mauve   | Abandon (Ab.) Retrait (Re.)                                      |
| Noir    | Disqualifié (Dq.)                                                |
| Blanc   | N'a pas pris le départ (Np.) Forfait (Forf.) Épreuve annulée (A) |
| Aucune  | N'a pas participé (-)                                            |

### Classement constructeurs
| Classement constructeurs | Classement constructeurs        | Classement constructeurs | Classement constructeurs | Classement constructeurs | Classement constructeurs | Classement constructeurs | Classement constructeurs | Classement constructeurs | Classement constructeurs | Classement constructeurs | Classement constructeurs | Classement constructeurs | Classement constructeurs | Classement constructeurs | Classement constructeurs |
| Rang                     | Équipe                          | Rallyes                  | Rallyes                  | Rallyes                  | Rallyes                  | Rallyes                  | Rallyes                  | Rallyes                  | Rallyes                  | Rallyes                  | Rallyes                  | Rallyes                  | Rallyes                  | Rallyes                  | Total points             |
| Rang                     | Équipe                          | SUE                      | MEX                      | JOR                      | TUR                      | NZL                      | POR                      | BUL                      | FIN                      | GER                      | JPN                      | FRA                      | ESP                      | GBR                      | Total points             |
| ------------------------ | ------------------------------- | ------------------------ | ------------------------ | ------------------------ | ------------------------ | ------------------------ | ------------------------ | ------------------------ | ------------------------ | ------------------------ | ------------------------ | ------------------------ | ------------------------ | ------------------------ | ------------------------ |
| 1er                      | Citroën Total World Rally Team  | 30                       | 31                       | 40                       | 25                       | 30                       | 33                       | 43                       | 33                       | 43                       | 37                       | -                        | -                        | -                        | 345                      |
| 2e                       | Ford World Rally Team           | 40                       | 27                       | 20                       | 24                       | 40                       | 12                       | 22                       | 25                       | 12                       | 28                       | -                        | -                        | -                        | 250                      |
| 3e                       | Citroën Junior Team             | 14                       | 18                       | 16                       | 27                       | -                        | 31                       | 19                       | 20                       | 23                       | 15                       | -                        | -                        | -                        | 183                      |
| 4e                       | Stobart M-Sport Ford Rally Team | 14                       | 14                       | 16                       | 12                       | 18                       | 10                       | 14                       | 10                       | 10                       | 12                       | -                        | -                        | -                        | 130                      |
| 5e                       | Munchi's Ford World Rally Team  | -                        | 8                        | 8                        | 10                       | 6                        | 8                        | -                        | -                        | -                        | 6                        | -                        | -                        | -                        | 46                       |